# 데드 시그널
《데드 시그널》(일본어: デッド・シグナル)는 근육맨에 등장하는 초인이다.

## 프로필
- 출신 : 일본
- 신장 : 233cm
- 체중 : 492kg
- 초인강도 : 80만 파워

## 소개
성우는 이나다 테츠/정명준(투니버스), 김종엽(대원방송). 투니버스판 이름은 죽음의 신호등. 클리오네맨, 제이드, 스카페이스와 같은 2기생 졸업생이다. 1회전에서 근육 만타로와 겨루나 근육 만타로의 필살기를 받고 패배한다.